# Ушня (Золочівський район)
У́шня — село в Золочівській міській громаді , в Золочівському районі Львівської області,Україна. Населення становить 437 осіб.

## Географія
Село Ушня розташоване на правому березі річки Західний Буг, за 12 км від районного центру м. Золочів. На захід від села розташована Свята гора (365 м.), на південний захід — гора Висока, Сторожиха (360 м.), на північ — гора Городисько, а трохи далі Маркіянова — Біла гора.

## Історія

### Перша письмова згадка
На першу письмову згадку про село претендує запис  в  «Актах гродських і земських» від  до 18 листопада 1452 року, згідно з яким Ушня  (Vschnya) згадується як королівське село.
Очевидно, що  королівщиною село Ушня, як і сусіднє поселення Комарів - попередник майбутнього містечка Сасова, стало після приєднання у 1432 році Олеська і округи   Великого князівства Литовського до Корони Польської.

### Походження назви
Назва села пов’язана з природною особливістю русла річки Західний Буг і місцевих струмків, які окреслили  тут територію для поселення у формі  «уха» («вуха). Це добре відображено на деяких історичних картах, у т. ч. на карті Генерального штабу СРСР (1979 р.).
Інша версія  виводить назву поселення від слова «устя» - місця впадіння струмка Бужок Олеський в річку Західний Буг. Обидві версії не суперечать між собою, а радше доповнюють одна одну.

### Давні орендарі і власники села
У 1452 році королівські села Ушня і Комарів перейшли як застава до Матвія Снятина – львівського міщанина і райці (члена львівської міської ради). До нього ці маєтності посідав Олехно Черемоський – власник   сусіднього села Черемошня.
Матвій Снятин повинен був виплатити попередньому орендареві-посесору Ушні і Комарова Олехнові Черемоському тридцяти заставних гривень. Водночас Олехно Черемоський виявився боржником мешканців Ушні і Комарова, бо не заплатив їм за  виконану роботу 10 срібних монет. Сусіди не змогли особисто владнати цей спір  і справу довелося розглядати у суді. 
Олехно Черемоський, як і його наступники, не  змирилися зі втратою свого впливу на  село Ушню і неодноразово намагалися прилучити його до своїх володінь Вже у 1469 році село значиться серед королівських маєтностей, що перебували у користуванні Богдана Олехновича з Черемошні, а у 1498 році спадковими власники Черемошні та Ушні фігурують  рідні брати Микола, Андрій і Фелікс Богдановичі (Черемоські).
За даними люстрації (податкового реєстру) 1515 року, що проводилася після спустошливого татарського набігу у 1512 році, Ушня мала 4 лани оброблюваної землі, тобто близько 80 га. Двома ланами володів Жоратинський, а ще двома – Андрій Богданович, співвласник Черемошні. Ушня мала стільки ж  ріллі, як і  Черемошня, але більше, ніж сусідній Комарів.  
У 1578 році власником Ушні був Миколай Сененський, а в першій половині XVII століття село перейшло до князів Вишневецьких, які сформували маєтковий ключ у складі містечка Білий Камінь, сіл Черемошня та Ушня.   Під час Національно-визвольної війни під проводом Богдана Хмельницького села сильно постраждали від нападів зрадливих спільників козаків — татарів. У 1649 році Ілько та Грицько Бинкарови з Ушні, Васько Пришляк і Федь з Черемошні присягали Яремі Вишневецькому, воєводі Руської землі, що внаслідок спустошення сіл, вимирання людей і забрання в неволю змогли зібрали з Ушні лише 14 зл. поборів, а з Черемошні – 15 зл..

### Населення
Особливо  активно розвивалося село за часів Австрії в другій половині ХІХ століття. Якщо в 1869 році тут нараховувалося 1295 мешканців, то в 1900 році – 2070. На межі ХІХ-ХХ століть 1408 осіб визнавали себе римо-католиками, 579 – греко-католиками і 87 – юдеями. За розмовною мовою 1509 мешканців села були поляками, а 561 особа – українцями.
Частина мешканців села  жила на присілках Хомець, Дубина, Варениця і За лугом.  

### Церква
У 1904 році в Ушні на місці дерев'яної споруджена кам'яна церква Введення в храм Пресвятої Богородиці та дзвіницю.
Центр греко-католицької парохії знаходився у Сасові, а римо-католицької у Білому Камені.

## Відомі люди
- Ляхович Євген — підхорунжий УГА, журналіст, дипломатичний представник ОУН у Великій Британії, громадсько-політичний діяч в діаспорі.
- Солило Роман Іванович (1 березня 1961 — 5 березня 2011) — артист, письменник, гуморист[9]. Автор книжки «Кульбабовий ангел. Галицьке писаніє. Книга перша»[10].